# 学校給食会
学校給食会（がっこうきゅうしょくかい）は、都道府県単位で設立されている学校給食の物資供給等を行う機関。全国組織として全国学校給食会連合会が存在する。公益財団法人の一つ。

## 全給連
1955年8月8日、日本学校給食会法が公布され日本学校給食会が設立された。これにより、都道府県レベルの学校給食会の活動に公益団体であるとのお墨付きが与えられ、1957年6月20日には、日本学校給食会と都道府県学校給食会が参加し全国学校給食会連合会（全給連）が結成される。そして全給連は、ワシントン小麦生産者協会との間で「小麦及び酪農製品の日本における市場開拓に関する契約」を締結し資金援助を受け、日本の食の欧米化を進めた。

## 概要
1954年以降、学校給食用物資（コメ、パン、牛乳（脱脂粉乳）、輸入食品等）を給食実施校に供給する機関として設立、各都道府県教育委員会の認可を受けた。2009年以降は公益財団法人への移行が始まり、定款として次の公益事業の実施を掲げている。
- 学校給食用物資の安定供給及び安全確保に関する事業
- 学校給食における食育に関する事業
- 学校給食の普及充実及び衛生管理に関する事業
- その他この法人の目的を達成するために必要な事業

## 市町村側の動き
学校給食会は、スケールメリットを生かした食材購入の価格交渉、安定供給などを通じて学校給食に貢献してきたが、次第に組織の硬直化などによる弊害も現れるようになった。福岡県福岡市の例では、学校給食会に対してアレルギー対策のパンの供給を求めていたが、学校給食会側が対応しきれなかったため、2020年度より米飯、パン、牛乳の基本食品3点については学校給食会を通さずに独自で調達するようになった。この結果、アレルギー対策の主食の調達という目的が達成されたほか、学校給食会の「仲介費」がカットされたことによる購入費も削減の効果も現れ、組織の在り方に一石を投じることとなった。

## 取扱品目
ワシントン小麦生産者協会の援助を受けたことでもあり、日本人の主食である米は別として、水産物などの利用には消極的な一方で、肉類や乳製品など国産ではあるが飼料用農産物の輸入を要する品目を多く扱っている。また牛乳の給食にこだわりを見せており、学校給食プログラムが、児童に肉やミルクのような食品の味を覚えさせることを目的としたことともあいまって、日本の食料自給率を下げている。